# Замърсяване на въздуха
Замърсяването на въздуха е общ термин за състояние, при което във въздуха са внесени химически и биологични вещества, които не влизат в естествения му състав, или количеството на съставка, съдържаща се в естествения му състав е прекомерно високо. Думата „замърсяване“ отразява факта, че тези вещества в една или друга степен са вредни за животинския и растителния свят.
От началото на 2019 г. Световната здравна организация определя замърсяването на въздуха като най-голямата екологична заплаха за общественото здраве.

## Причини за замърсяването на въздуха
Замърсяването на въздуха се причинява от два вида източници: замърсяване, причинено от човека, тоест причинено от индустриализация, транспорт и други и замърсяване от природни явления като вулканични изригвания, природни пожари и други. Антропогенното влияние върху биосферата се засилва все повече.

## Основни замърсители на въздуха
Веществата, които са най-чести замърсители на въздуха, са:
• Колите в градски условия 
- Въглероден диоксид е газ без цвят и мирис. Въглеродният диоксид се разтваря по-добре във водата в сравнение с въглеродния оксид;
- Въглероден оксид с формула CO е безцветен газ без мирис, токсичен. Получава се при непълното изгаряне на въглища, природен газ и дървесни материали. Автомобилите също произвеждат въглероден оксид;
- Въглеводороди;
- Алдехиди;
- Радиоактивни вещества и тежки метали;
- Серен диоксид – Серният диоксид е безцветен газ с формула SO2, който е продукт от вулканични изригвания и различни индустриални процеси. Обикновено при изгарянето на въглища и петрол се отделя серен диоксид. По-нататъшно обогатяване с кислород и реакции с вода водят до получаването на H2SO4 (сярна киселина) и киселинни дъждове;
- Азотни оксиди, особено азотният диоксид, с формула NO2, е отровен газ с остра задушлива миризма и кафяво-червен цвят. Разтваря се добре във вода.

## Основни източници на замърсяване на въздуха

### Естествени източници
- Вулканични изригвания;
- пожари;
- Процесът на гниене и дишането на хората и животните;
- Процеси под земната повърхност.

### Замърсители – човешка дейност – източници
- Моторни превозни средства – автомобили, самолети, плавателни съдове;
- Електрически централи, заводи, фабрики и други промишлени предприятия;
- Горене на дървесни маси за отопление;
- Петролни станции;
- Органични отпадъци, които освобождават метан;
- Химични, биологични и ядрени оръжия.

## Щети за здравето от замърсяването на въздуха
Въглеродният оксид е отровен и вдишан в големи количества може да предизвика задушаване или смърт. Серният оксид и азотният оксид също са отровни газове. Въглеродният диоксид в по-големи дози затруднява дишането на животните и човека. Натрупването на този газ в атмосферата води и до общо затопляне на планетата (парников ефект).
В селищата с интензивно движение на автомобили и на други места, където се изгарят горива, въздухът съдържа големи количества въглероден диоксид, въглероден оксид и други замърсяващи газове, които представляват заплаха за здравето на хората.
Въздух, замърсен с азотен оксид и серен оксид, се разтваря добре в малките водни капчици, образуващи облаците, от което следват киселинни дъждове, които поразяват растенията, разяждат металите, разрушават скалите, сградите, паметниците на културата. Когато такива дъждове паднат над реки и езера, загиват част от животните в тях.

## Замърсяване на въздуха в България и по света
В България основните замърсители в зависимост от района са прах, серен диоксид, азотни оксиди, оловни аерозоли, амоняк, фенол, сероводород и други. Тъй като в столицата София е съсредоточена голяма част от промишлеността, както и 17% от населението, замърсеността на въздуха е твърде висока.

### Най-замърсените градове в света[5]
| Прахови частици, μg/m³ (2004) | Град                |
| ----------------------------- | ------------------- |
| 169                           | Кайро, Египет       |
| 150                           | Делхи, Индия        |
| 128                           | Калкута, Индия      |
| 125                           | Тиендзин, Китай     |
| 123                           | Чунцин, Китай       |
| 109                           | Канпур, Индия       |
| 109                           | Лакнау, Индия       |
| 104                           | Джакарта, Индонезия |
| 200                           | София, България     |